# Піску (Галац)
Піску (рум. Piscu) — село у повіті Галац в Румунії. Входить до складу комуни Піску.
Село розташоване на відстані 174 км на північний схід від Бухареста, 25 км на захід від Галаца.

## Населення
За даними перепису населення 2002 року у селі проживала 4581 особа, усі — румуни. Усі жителі села рідною мовою назвали румунську.